# Walter Besant
Walter Besant (Portsmouth, 14 agosto 1836 – Londra, 9 giugno 1901) è stato uno scrittore inglese.

## Biografia
Studiò al King's College di Londra e al Christ's College di Cambridge, dove si laureò in matematica nel 1859 e fu nominato Master of Arts nel 1863. Insegnò matematica al Leamington College e dal 1861 al 1867 al Royal College delle Mauritius. Dal 1868 al 1885 fu segretario del Fondo di esplorazione della Palestina (PEF). Nel 1871 fu introdotto nel Lincoln's Inn. Nel 1884 fu membro fondatore e presidente fino al 1892 della Società degli Autori (Society of Authors).
Attivo in diversi ambiti tra cui saggi critico-letterari, saggi storici, biografie, traduzioni, drammi teatrali e attività giornalistica, ottenne i maggiori successi come romanziere. Scrisse le prime storie in collaborazione con James Rice, e alla morte di questi continuò autonomamente e con crescente successo. I suoi romanzi sono caratterizzati da una forte connotazione sociale e la sua opera più nota, All Sorts and Conditions of Men ("Tutte le sorti e le condizioni degli uomini", 1882), una realistica descrizione delle povere condizioni della vita nell'East End di Londra, mise in piedi il movimento che culminò nella costituzione dell'istituzione benefica The People's Palace.